# Kodeks oblačenja na delovnem mestu
Kodeks oblačenja so napisana, še pogosteje pa nenapisana pravila, ki se tičejo posameznikove obleke. Oblačila imajo, kot tudi drugi vidiki človekovega fizičnega izgleda, socialen pomen, ki je odvisen od pravil in pričakovanj, ki se razlikujejo od okoliščin in priložnosti. V enem samem dnevu je posameznik primoran izbirati med različnimi stili oblačenja, saj se okoliščine, v katerih se znajde, čez dan spreminjajo. Najmanj se to zgodi vsaj dvakrat: ko izbira oblačila za službeno okolje ter kasneje, ko jih izbira za domače okolje. Različne kulture imajo različne norme oblačenja. Kot najširše sprejet stil oblačenja je sprejet zahodni stil.
Kodeks oblačenja narekuje, kakšna sporočila ljudje oddajajo s svojo izbiro oblačil. Preko oblačil lahko sporočamo o svojem spolu, zaslužku, poklicu in družbenem statusu ter o svoji politični, etnični in verski pripadnosti.  Z oblačili je možno tudi zavesti druge ljudi. Na primer, draga oblačila in dodatki opazovalcu sporočajo, da je naše premoženje večje, kot če bi bili oblečeni v bolj poceni oblačila, kar seveda ni nujno res.
Kodeksi oblačenja nam lahko pomagajo v več poslovnih položajih. Poznamo frak (angl. white tie ali cravatte blanche), smoking (angl. black tie ali cravatte noire), polformalen stil oblačenja (angl. informal/semiformal). Sem spada poslovno formalni stil (angl. bussines formal) ter sproščen stil oblačenja ali angleško casual (sem spada poslovno sproščeni slog - angl. bussines casual).
Veliko podjetij ima natančno določen kodeks oblačenja, ob tem pa štejejo tudi osebna higiena, urejena pričeska in primerno ličenje. Kodeksi oblačenja se v majhnih korakih raztezajo na celotni razdalji od formalnega preko poslovno sproščenega do sproščenega. Stopnja formalnosti, ki jo kodeks zahteva od svojih zaposlenih, je odvisna predvsem od količine stikov, ki jo imajo zaposlenimi z različnimi strankami, in od narave dela.

## Na delovnem mestu
Kodeksi oblačenja so se skozi zgodovino močno spreminjali. V petdesetih let dvajsetega stoletja so bila pravila oblačenja zelo stroga in so se močno razlikovala za moške in ženske. Dandanes so se stili oblačenja zelo spremenili, saj ženske niso več omejene le na krila in bluze, ampak pogosto nosijo tudi hlače, pri moških pa so sprejemljive tudi bolj živahne barve.

### Poslovno formalen stil (angl. bussines formal)
Formalni kodeks oblačenja zahtevajo podjetja, ki v veliki meri sodelujejo z zunanjimi strankami. Po navadi so obvezna v odvetniških pisarnah in pisarnah finančnega sektorja.  Zunanji videz zaposlenih v podjetju prav tako oblikuje celotno sliko podjetja. Bolj formalni slog oblačenja zaposlenih daje podjetju večjo kredibilnost in pri strankah vzbuja več zaupanja v podjetje ter tudi v zaposlene. 
Standardi oblačenja v bolj formalnem okolju narekujejo obleko, tako za moške kot za ženske. To pomeni suknjič in hlače. Ženske lahko posežejo tudi po krilu ali obleki, ki mora biti primerne dolžine; nekje do kolen.  
Nujno naj bi bilo, da so oblačila zlikana, čista, ter da ne vsebujejo raznih napisov ali slik. 
Kravata mora biti lično in trdno zavezana, kljub utrujenosti in vročini. Poslovni svet ne odobrava kravat z nenavadnimi kričečimi vzorci in barvami. Pri obutvi morajo tako ženske kot moški biti pozorni na nogavice ter zaprte čevlje. Pri nogavicah morajo moški paziti, da se barvno ujemajo s hlačami ali s čevlji, ter da so primerne dolžine. To pomeni, da se moškemu, ob sedenju, ne vidi kože. 
Ženske lahko sicer posežejo po sandalih, vendar le po takih z zaprtimi prsti. Obvezno morajo vedno nositi nogavice.

### Sproščeni petek (angl. casual friday)
Veliko podjetij ima v svojih kodeksih oblačenja določene tudi dneve, ko se lahko zaposleni oblečejo bolj sproščeno in lahko kršijo kodeks oblačenja. Po navadi so to petki znani tudi pod imenom »casual Friday« oz. sproščeni petek. Na te dni je pri zaposlenih dovoljen poslovno sproščeni stil oblačenja - bussines casual stil. Veliko podjetij dovoli zaposlenim ta dan nositi tudi kavbojke.

### Poslovno sproščeni stil (angl. bussines casual)
Ko podjetje želi zaposlenim omogočiti, da delajo v bolj sproščenih oblačilih, kljub temu pa še vedno ohranjajo profesionalno podobo podjetja, predpišejo poslovno sproščeni stil oblačenja.
Ena izmed definicij poslovno sproščenega sloga je, da vključuje hlače zlikane na rob, imenovane tudi »chinos« ali »khakis«, hlače, ki niso nujno del moške obleke, ter krila za ženske. Prav tako lahko zaposleni oblečejo polo majice ter srajce z dolgimi rokavi. Jeans je »prepovedan«, prav tako tudi kratka in oprijeta krila ter tenis copate in navadne majice s kratkimi rokavi.

## Poslovni dodatki

### Poslovna torba
S poslovno garderobo vedno poskušamo napraviti profesionalen vtis. Pri tem nam pomaga obleka, vendar ne smemo pozabiti na druge dodatke, kot na primer na poslovno torbo. Moški naj izbirajo med temnejšimi barvami, kot so na primer črna, siva, rjava in temno modra. Ženske imajo na voljo več izbire, kar se tiče barv. Poslovna pravila se skozi čas spreminjajo, zato so dandanes primerne tudi bolj živahne barve, kot na primer rdeča, zelena, bež ali pastelno vijolična. Izogibali naj bi se kričečim barvam ter prevelikim oziroma premajhnim torbam, saj so precej neuporabne. Torba mora biti dovolj velika, da vanjo spravimo mapo velikosti A4. Pomembno je tudi, da je torba izdelana iz kvalitetnih materialov, saj z na pogled obrabljeno torbo nosilec daje vtis površnosti in nenatančnosti. Najbolje naj bi bilo izbrati usnjeno torbo.

### Nakit
Nakit je dovoljen, vendar v omejenih količinah, ter se mora skladati s splošnim videzom. Za moškega to pomeni največ poročni ali pečatni prstan in uro. Dovoljeni so tudi manšetni gumbi in kravatna igla. Pri ženskah je lahko nakita več, tudi uhani in ogrlice, vendar se naj tudi predstavnice ženskega spola držijo reka: manj je več.

### Ličila
Tudi make up je zelo pomemben, ko govorimo o pravilih oblačenja na delovnem mestu. Za ženske so pravila ohlapna, vendar naj bi bil make up vedno v zmernih količinah. Najvarnejša je izbira ličil v naravnih barvah. Ostali odtenki niso »prepovedani«, vendar moramo biti nosilec prepričan, da se skladajo z oblačili, in se izogibati bleščic in »predebelega« nanosa. 
Tudi s parfumi in kolonjskimi vodicami naj ne bi pretiravali. Ponovno se je najbolje ravnati po navodilu: »manj je več«.

## Protokol Republike Slovenije
Kodeks etike zaposlenih v Protokolu Republike Slovenije zahteva od svojih zaposlenih, da izpolnjujejo posebno predpisane pogoje, in prepoveduje izzivalna oblačila.
Pri moških delovno obleko sestavljajo obleka, srajca z dolgimi rokavi, kravata z nevpadljivim vzorcem, temne nogavice in temni čevlji. Moški morajo za razne formalne dogodke, na primer ob državnih proslavah in državnih obiskih obleči temno obleko (npr. temno sive ali temno modre/črne barve), belo srajco z dolgimi rokavi z nevpadljivo kravato ter temne čevlje.
Ženske so pri izbiri delovne in formalne obleke omejene na nekričeče hlačne kostime ter na kostime s krili. Lahko izberejo tudi obleko, vendar mora le-ta segati vsaj do kolen, ramena pa naj bodo pokrita. Paziti morajo tudi, da vratni izrez ni prevelik. V vseh letnih časih, tudi poleti, morajo nositi nogavice ter zaprte čevlje. Paziti morajo, da ne izberejo preveč nakita in se ne nadišavijo preveč.
Neprimerna oblačila na delovnem mestu so kratke hlače, športna oblačila, mini krila in kavbojke. Prav tako je potrebno paziti na dekoltiranost oblačil. 
V dneh, ko ni vnaprej napovedanih obveznosti, se zaposleni lahko obleče svobodneje, vendar mora imeti v primeru nenapovedane obveznosti delovno/formalno oblačilo »pri roki« (v pisarni, na obešalniku).
Formalnost kodeksa oblačenja na delovnem mestu se, kot že prej omenjeno, običajno določi glede na količino stikov zaposlenih s strankami.

## Disciplinski postopki
Nekatera podjetja opažajo, da antidiskriminacijski zakoni omejujejo njihovo predpisovanje primernih in neprimernih delovnih oblačil. Vendar pa ima večina podjetij vseeno veliko avtoritete glede oblačil svojih zaposlenih. V splošnem pa previdno zasnovani kodeksi oblačenja ne kršijo antidiskriminacijskih zakonov. 
Če posameznik ne upošteva standardov, ki jih predpisuje podjetje, ga bo njegov nadrejeni opozoril na to. Če zaposleni tega ne spoštuje, ga lahko nadrejeni pošlje domov, da se preobleče, prav tako pa bo dobil tudi ustni opomin. Če vedenje zaposlenega še vedno vztraja, se proti njemu uvedejo nadaljnji disciplinski postopki.